# Музаффарабад (округ)
Музаффарабад (англ. Muzaffarabad District) — один из 10 округов пакистанской территории Азад-Кашмир.

## Географическое положение
Музаффарабад граничит с округом Нилум на севере, округом Багх на юге, с индийской союзной территорией Джамму и Кашмир на востоке; на западе округ граничит с провинциями Пенджаб и Хайбер-Пахтунхва.
Округ административно делится на три техсила и 51 союзный совет